# Saipulla Absaidov
Saipulla Absaidov (n. 14 iulie 1958, Tarki⁠(d), Mahacikala, RSFS Rusă, URSS) este un luptător sovietic, medaliat olimpic. A participat la o ediție a Jocurilor Olimpice (1980) în care a câștigat o medalie de aur.

## Participări
Lista de mai jos prezintă principalele competiții la care a participat Saipulla Absaidov de-a lungul carierei.
- wrestling at the 1980 Summer Olympics – men's freestyle 68 kg[*]